# Åtalsimmunitet
Åtalsimmunitet är ett juridiskt begrepp. En person med åtalsimmunitet kan inte ställas till svars för något brott vederbörande begått. Formellt kan en person med åtalsimmunitet inte heller misstänkas för brott. I Sverige har kungen eller den regerande drottningen och en tillfällig ersättare för denne (riksföreståndaren) åtalsimmunitet. Det sagda framgår av 5 kap. 8 § regeringsformen (1974:152).